# Groupement parisien inter-bailleurs de surveillance
Le Groupement parisien inter-bailleurs de surveillance (GPIS) est un service interne de surveillance pour les locataires du parc social parisien. Créé en 2004 sous la forme juridique d'un Groupement d'intérêt économique (GIE), il réunit en 2022 douze bailleurs sociaux parisiens (Paris Habitat, RIVP, Elogie-Siemp, Immobilière 3F, ICF - La Sablière, CDC Habitat, 1001 Vies Habitat, Seqens, Batigère, Emmaüs Habitat, RATP Habitat, Aximo) et assure la surveillance de près de 165 000 logements.

## Histoire

### Développement
Cinq bailleurs sociaux sont à l'initiative de la création du GPIS le 1er juillet 2004. Au mois de novembre de la même année, une première convention triennale est signée entre les bailleurs et la Ville de Paris qui accepte de verser une subvention.   
En 2005, un bailleur supplémentaire est intégré au groupement puis en 2010, six autres bailleurs rejoignent le GIE portant ainsi à douze le nombre de bailleurs membres. En 2016, les sociétés Elogie et Siemp fusionnent, réduisant à onze le nombre de bailleurs du GIE. En 2022, Aximo, filiale de Paris Habitat, confie au GPIS-GIE la sécurité de 320 logements.
Aujourd'hui, le périmètre de surveillance du groupement s'élève à 165 000 logements. 
Le GPIS obtient en 2009 d’être inséré dans le Contrat parisien de sécurité et dans les déclinaisons d’arrondissements (CLSPDA). Il obtient ensuite en 2012, une autorisation par décret de port d’armes de défense (catégorie D) pour ses agents. Enfin, en 2015, les agents du GPIS sont reconnus comme personnes concourant à une mission de service public par la Cour d’Appel de Paris.   
La loi pour une sécurité globale préservant les libertés promulguée le 25 mai 2021 prévoit la création d’un statut d’«agent privé de sécurité assermenté», les agents du GPIS-GIE sont depuis légalement habilités à relever des infractions qui affectent le patrimoine social. 

## Activité

### Métier
Le GPIS intervient d'initiative, sur appel des locataires ou sur sollicitation des bailleurs. Les agents sont présents chaque jour de 16h30 à 4h30, soit en dehors des heures de travail des gardiens d'immeuble. Environ 80 agents sont mobilisés sur le terrain tous les soirs. L'objectif du GPIS est de maintenir l'autorité des bailleurs sur leur patrimoine afin d'assurer la tranquillité résidentielle et de renforcer la sécurité des locataires.    

### Types de missions
Le GPIS assure les missions suivantes,:   
- Services d’intervention : intervention à la demande des locataires afin de lutter contre les occupations illicites des espaces communs et autre type de délinquance et de nuisance[13].
- Service d'assistance : réponse aux appels des locataires et coordination de l'action par un poste de commandement opérationnel (PCO).
- Services de traitement des données : analyse des observations réaccueillies sur le terrain et remontée quotidienne d'information aux bailleurs et partenaires institutionnels.
- Services de surveillance (service de rondes) : veille technique afin de relever les anomalies, détériorations et dégradations.

Les agents du GPIS interviennent également en tant que primo intervenants ou en soutien aux forces de l'ordre et/ou à la Brigade des Sapeurs-Pompiers de Paris pour des secours à victimes, accidents de la voie publique, incendies, fuites de gaz, découvertes de produits stupéfiants, armes, matériel volé, etc.